# Lake Dallas
Lake Dallas ist eine Stadt im Denton County im Bundesstaat Texas in den Vereinigten Staaten. Das U.S. Census Bureau hat bei der Volkszählung 2020 eine Einwohnerzahl von 7708 ermittelt.

## Geographie
Die Stadt liegt im Nordosten von Texas, 16 Kilometer südöstlich von Denton, ist im Norden rund 70 Kilometer von der Grenze zu Oklahoma entfernt und hat eine Gesamtfläche von 6,8 km².

## Demografische Daten
Nach der Volkszählung im Jahr 2000 lebten hier 6.166 Menschen in 2.261 Haushalten und 1.666 Familien. Die Bevölkerungsdichte betrug 1.039,6 Einwohner pro km². Ethnisch betrachtet setzte sich die Bevölkerung zusammen aus 89,51 % weißer Bevölkerung, 3,32 % Afroamerikanern, 0,63 % amerikanischen Ureinwohnern, 0,94 % Asiaten, 0,02 % Bewohnern aus dem pazifischen Inselraum und 3,84 % aus anderen ethnischen Gruppen. Etwa 1,74 % waren gemischter Abstammung und 9,83 % der Bevölkerung waren spanischer oder lateinamerikanischer Abstammung.
Von den 2.261 Haushalten lebten in 43,4 % Kinder unter 18 Jahren. In 56,9 % gab es verheiratete, zusammenlebende Paare. 12,3 % waren allein erziehende Mütter und 26,3 % keine Familien. 20,4 % aller Haushalte waren Singlehaushalte und in 5,4 % lebten Menschen, die 65 Jahre oder älter waren. Die Durchschnittshaushaltsgröße betrug 2,72 und die durchschnittliche Größe einer Familie belief sich auf 3,17 Personen.
30,7 % der Bevölkerung waren unter 18 Jahre alt, 7,2 % von 18 bis 24, 37,7 % von 25 bis 44, 18,2 % von 45 bis 64, und 6,2 % die 65 Jahre oder älter waren. Das Durchschnittsalter war 32 Jahre. Auf 100 weibliche Personen aller Altersgruppen kamen 98,8 männliche Personen. Auf 100 Frauen im Alter von 18 Jahren und darüber kamen 94,1 Männer.

Das jährliche Durchschnittseinkommen eines Haushalts betrug 51.660 USD, das Durchschnittseinkommen einer Familie 58.370 USD. Männer hatten ein Durchschnittseinkommen von 41.058 USD gegenüber den Frauen mit 30.156 USD. Das Prokopfeinkommen betrug 22.526 USD. 6,6 % der Bevölkerung und 6,3 % der Familien lebten unterhalb der Armutsgrenze. Davon waren 6,7 % Kinder und Jugendliche unter 18 Jahren und 16,8 % waren 65 oder älter.